# Stewart Park
Stewart Park är en park i Storbritannien.   Den ligger i kommunen Aberdeen City och riksdelen Skottland, i den norra delen av landet, 600 km norr om huvudstaden London. Stewart Park ligger 88 meter över havet.
Terrängen runt Stewart Park är huvudsakligen platt, men åt nordväst är den kuperad. Havet är nära Stewart Park österut.  Närmaste större samhälle är Aberdeen, 3,5 km sydost om Stewart Park. 